# Helicophagus
Helicophagus – rodzaj słodkowodnych ryb sumokształtnych z rodziny Pangasiidae. Obejmuje 3 gatunki.

## Zasięg występowania
Azja: dorzecze Mekongu i Chao Phraya; Półwysep Malajski, Sumatra i Borneo.

## Klasyfikacja
Gatunki zaliczane do tego rodzaju:
- Helicophagus waandersii
- Helicophagus leptorhynchus
- Helicophagus typus

Gatunkiem typowym jest H. typus.